# Лимесхайн
Лимесхайн (нем. Limeshain) — община в Германии, в земле Гессен. Подчиняется административному округу Дармштадт. Входит в состав района Веттерау.  Население составляет 5362 человека (на 31 декабря 2010 года). Занимает площадь 12,52 км².
Община подразделяется на 3 сельских округа.